# 카라차이인
카라차이인(러시아어: карачаевцы, 카라차이발카르어: къарачайлыла)은 북캅카스의 튀르크족 계열의 민족으로, 주로 대부분이 카라차예보체르케시야 공화국에 거주하고 있다.
인구는 22만 명 정도로 카라차예보체르케시야 공화국에 17만 명 정도가 거주하며, 스타브로폴 변경주와 카바르디노발카리야 공화국을 비롯하여 카자흐스탄, 튀르키예, 미국에도 소수가 거주하고 있다.
카라차이인은 튀르크계 민족인 발카르인과 관련성이 있다.

## 같이 보기
- 발카르인
- 하자르